# Gwangmyeong
Gwangmyeong (kwaŋ.mjʌŋ; Corean: 광명시, às vezes também grafada Kwangmyeong/Kwangmyong) é uma cidade da Coreia do Sul, situada na província de Gyeonggi.  Faz divisa com Seul a leste, norte e nordeste, com Anyang a sudeste e Siheung a sudoeste. A cidade também é sede da maior loja da IKEA no mundo, com 59 000 m².

## Símbolos
- Árvore: Ginkgo
- Flor : Rosa
- Pássaro : pega coreano.

## História
A área da cidade de Gwangmyeong fazia parte das regiões de Siheung, Yeongdeungpo, Guro e Geumcheon. Em 1963, a parte norte de Gwangmyeong foi incorporada a Seul. Em 1981, depois de uma sequência de reorganizações e incorporações, a anexação da localidade a Seul perdeu momento em função do grande crescimento populacional e da preocupação do governo, o que motivou a criação de uma nova cidade de Gwangmyeong, com a fusão da antiga à localidade de Soha, em vez da anexação ao distrito de Guro-gu, Seul.

## Controvérsias sobre a anexação a Seul
Proponentes da incorporação a Seul arguem que a anexação à capital poderá resolver os problemas de administração existentes, assim como os habitantes de Gwangmyeong, agora na condição de distrito, poderão se beneficiar dos serviços e da governança da capital, especialmente no que se refere ao transporte público. O congressista e ex-prefeito de Gwangmyeong, Baek Jae-hyeon, apresentou um projeto de lei, propondo a anexação de Gwangmyeong a Seul em setembro de 2009. No entanto, sua iniciativa mostrou-se infrutífera. Os opositores insistem que a anexação iria prejudicar a autonomia municipal e afetar o balanço do desenvolvimento das áreas fora da capital no nível nacional. O governo nacional propôs certa vez que Gwangmyeong fosse anexada por Bucheon em vez de Seul.

## Atrações
A cidade abriga o túmulo de Yi Sun Shin (não confundir com o mais famoso almirante de mesmo nome), assim como é sede do maior velódromo do país, a maior estrutura com domo do país.

## Indústria
A cidade, embora de menor porte, sedia muitas empresas, por volta de 630 companhias, que empregam mais de 11000 pessoas. Gwangmyeong foi planejada para promover os pequenos negócios. Estes podem se beneficiar de taxas menores, assim como facilidades para aquisições de terrenos e até mesmo custos de investimento.

### Kia Motors - fábrica de Sohari
Em 1973, a Kia Motors instalou sua fábrica de Sohari em Soha-dong, Gwangmyeong, tornando-se a primeira linha de montagem de automóveis integrada.
Como a fábrica da Kia mais próxima a Seul, possui acesso fácil a todos os recursos, inclusive mão de obra, além de prover facilmente bens à região metropolitana de Seul.

## Cidades-irmãs
- Austin, Estados Unidos
- Liaocheng, China
- Osnabrück, Alemanha
- Yamato (Kanagawa), Japão
- Jecheon, Coreia do Sul